# Ernest Hamlin Abbott
Ernest Hamlin Abbott (* 18. April 1870 in Cornwall-on-Hudson, Orange County, New York; † 8. August 1931 in Orange County, New York) war ein US-amerikanischer Theologe und Journalist.

## Leben
Ernest Hamlin Abbotts Eltern waren Lyman Abbott und dessen Frau Abby Francis Hamlin Abbott (1837–1907). Ernest Hamlin Abbott wurde 1893 in Harvard und am 1896 am Andover Theological Seminary graduiert. Er war langjähriger Herausgeber von The Outlook und ein bekannter Journalist. Am 19. Oktober 1897 heiratete er in Conway in New Hampshire Mary Odell Morell. Am 2. Februar 1898 wurde er als Reverend an der Congregational Church in Fryeburg eingeführt. Am 28. September 1898 heiratete er in der New Presbyterian Church in New Rochelle May Louis Kleberg, eine Kommilitonin von Abbotts Schwester Beatrice. Alexander Lyman Abbott (1876–1943) war ihr gemeinsamer Sohn.
Nach seinem Tod 1831 wurde er auf dem Woodlawn Cemetery in New Windsor im Orange County im Bundesstaat New York bestattet.

## Werke (Auswahl)
- Hamlet, Prince of Denmark, or, The sport, the spook, and the spinster, a musical burlesque in three acts. publiziert in Boston bei Miles & Thompson, 1893.  OCLC 8484532
- Mr. Abbott's personal observation of the Reorganized Church of Latter-Day Saints, 1902 OCLC 367475249
- Religious life in America; new sects and old, 1902 OCLC 367521147
- Religious life in America : a record of personal observation, Outlook Company, New York, 1903 OCLC 837936622
- Outlook, 1907 ISBN 978-0-266-73932-6
- On the training of parents, Houghton Mifflin Company, Boston und New York, 1908 (Digitalisate bei Hathi Trust)
- What they did with themselves, Thomas Y. Crowell & Co., New York, 1909 (Digitalisate bei Hathi Trust)
- The performance of the Ballinger case, in: The Outlook, Vol. 95, Nr.. 4, 28. Mai 1910 OCLC 319641017
- The passing of Humpty Dumpty, in: The Outlook, Vol. 97, Nr.. 1, Januar 1911 OCLC 12700637
- The experiences of an American refugee from Paris and London, 1914 OCLC 405497540
- The boys of Plum Island, 1916 OCLC 666396751
- The battle hymn of the republic, to an old tune für Gesang und Klavier, Text: Julia Ward Howe, Melodie aus dem Amerikanischen Bürgerkrieg von Morton C. Coggeshall, bearbeitet von Ernest Hamlin Abbott, gedruckt in The Outlook am 23. Januar 1918 OCLC 33383130
- Our So-Called Peace, in: The Annals of the American Academy of Political and Social Science, Vol. 108, Juli 1923 JSTOR:1015103
- What Makes a School Christian?, in: Christian Education Vol. 9, Nr. 2, November 1925 JSTOR:41173647
- My father, Lyman Abbott OCLC 247126219
- Brief an Theodore Roosevelt[6]